# إبراهيم النخلي (لاعب كرة قدم مواليد 1997)
إبراهيم حسين النخلي (بالإنجليزية: Ibrahim Al-Nakhli)‏؛ مواليد 9 مارس 1997 في السعودية، هو لاعب كرة قدم سعودي يلعب لنادي الطائي.

## مسيرة اللاعب
لعب لنادي الفتح ونادي الثقبة ونادي ضمك ونادي الطائي.